# Yamato (povo)

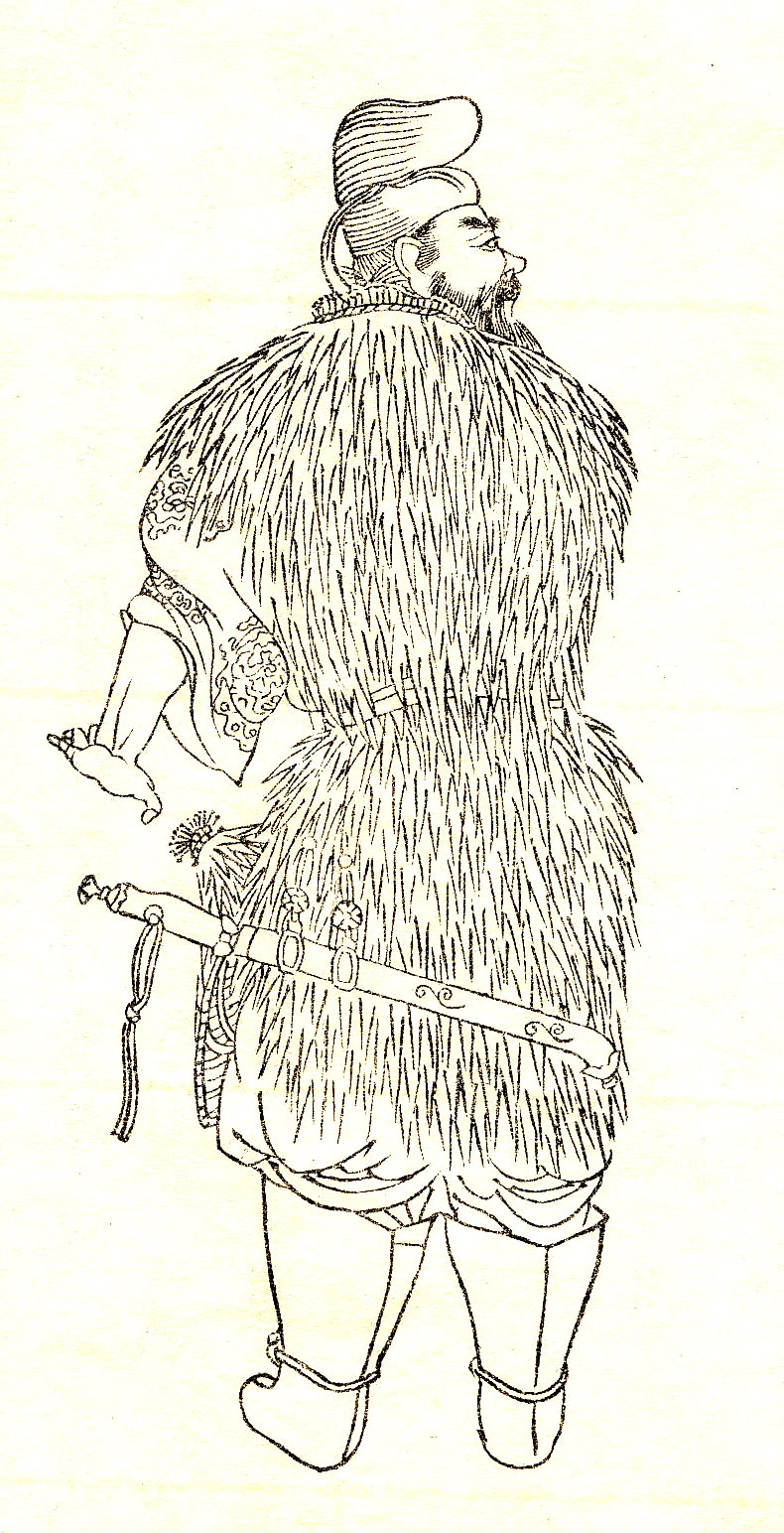
Mononobe no Moriya, chefe de clã no Período Yamato.

O povo Yamato (em japonês: 大和民族; rōmaji: Yamato-minzoku, lit. "etnia yamato"), também denominados wajin (em japonês: 和人; lit. "povo wa"), são um grupo étnico do Leste Asiático que representa mais de 98% da população do Japão. A nomenclatura começou a ser usada por volta de fins do século XIX para diferenciar os residentes do Japão continental de outros grupos étnicos minoritários residentes em áreas periféricas do país, tais como os ainus, ryūkyūanos, nivkhs, oroks, bem como os coreanos e taiwaneses que foram incorporados ao Império do Japão no início do século XX. O termo foi eventualmente utilizado como propaganda racial. Após a rendição japonesa na Segunda Guerra Mundial, o termo se tornou antiquado por sugerir noções racistas pseudocientíficas que foram descartadas em diversos grupos sociais. Desde a queda do Império, as estatísticas japonesas contam a população unicamente pela nacionalidade, ao invés de etnia.
Estudos genéticos e antropométricos mostram que o povo yamato descende predominantemente dos povos yayoi e kofun, que migraram do continente para o Japão a partir do primeiro milênio a.C, e em menor medida do povo indígena Jōmon, que habitou o arquipélago japonês anteriormente à essa migração.
Também pode se referir às primeiras pessoas que se estabeleceram na Província de Yamato (atual Prefeitura de Nara). Há uma discussão entre arqueólogos, historiadores e linguistas japoneses sobre a possibilidade da palavra Yamato ser relacionada ao país da antiguidade yamatai (em japonês: 邪馬臺). Por volta do século VI, o clã Yamato estabeleceu a primeira e única dinastia do Japão. O clã se tornou a facção dominante da área, e incorporou os nativos do Japão e os migrantes do continente, além de estabelecer seu próprio sistema de crenças que incluía o culto aos ancestrais como uma religião nacional, o xintoísmo.

## Etimologia
Os Wajin (também conhecidos como Wa ou Wō) ou Yamato eram os nomes que a China Antiga usava para se referir a um grupo étnico vivendo no Japão por volta do período dos Três Reinos. Escrivães do Leste Asiático durante a Antiguidade e o Período Medieval comumente escreviam Wa ou Yamato com o mesmo caractere chinês 倭 (que traduzia para "anão") até o século VIII, quando os japoneses o substituíram por 和, que é traduzido para "harmonia, paz e equilíbrio". Anteriormente, esse mesmo caractere era utilizado no Japão para se referir ao próprio país e frequentemente combinado com o caractere 大, significando "grande".
A Província histórica de Yamato, no Japão (atual Prefeitura de Nara, na Ilha de Honshu), fazia fronteira com a Província de Yamashiro (atual parte sul da Prefeitura de Kyoto). Porém, o nome das duas províncias aparentam conter a raiz yama, que costuma significar "montanha", e em alguns casos, "floresta". Alguns outros pares de províncias históricas do Japão exibem compartilhamento similar de elementos etimológicos, como é o caso de Kazusa ("Fusa Superior") e Shimōsa ("Fusa Inferior"), e também de Kōzuke ("Ke Superior") e Shimotsuke ("Ke Inferior"). Nestes últimos casos, imagina-se que os pares de províncias com nomes semelhantes tenham sido criados através da subdivisão de uma única província anterior em tempos pré-históricos ou proto-históricos.
Embora as origens etimológicas de Wa continuem incertas, textos históricos chineses citam um povo antigo vivendo no arquipélago japonês, nomeados ʼWâ ou *ʼWər 倭.